# Cyrtophorina kerri
Cyrtophorina kerri är en tvåvingeart som beskrevs av Brown 2006. Cyrtophorina kerri ingår i släktet Cyrtophorina och familjen puckelflugor.
Artens utbredningsområde är Ecuador. Inga underarter finns listade i Catalogue of Life.